# هيلين نيفيل
هيلين نيفيل (بالإنجليزية: Helen Neville)‏ هي عالمة أعصاب وعالمة نفس أمريكية وكندية، ولدت في 20 مايو 1946 في فانكوفر في كندا، وتوفيت في 12 أكتوبر 2018 في يوجين في الولايات المتحدة.